# Nachal Tavija
Nachal Tavija (hebrejsky נחל טביה) je vádí v jižním Izraeli, na pomezí severovýchodního okraje Negevské pouště a Judské pouště.
Začíná v nadmořské výšce okolo 600 metrů v kopcovité pouštní krajině, přímo v prostoru města Arad. Směřuje pak k jihovýchodu, přičemž se zařezává do okolního terénu. Údolí je turisticky využívané. Dále k jihovýchodu na okraji města a nedaleko od severního úpatí vrchu Roš Zohar zleva ústí poblíž dálnice číslo 31 do vádí Nachal Je'elim, které jeho vody odvádí do Mrtvého moře.